# Морозов, Иван Васильевич (Герой Советского Союза)
Ива́н Васи́льевич Моро́зов (10 августа 1922 — 20 июня 2010, Волгоград) — Герой Советского Союза (1945), ветеран Великой Отечественной войны, полковник.

## Биография
Родился 10 августа 1922 года в селе Берёзовка, (ныне — Еланский район Волгоградской области), в семье крестьянина.
Окончил семь классов неполной средней школы. Работал в Ташкенте помощником мастера на текстильном комбинате, занимался в аэроклубе.
После окончания авиационной школы военных лётчиков в Чкаловске Морозов воевал в небе над Курской дугой, где принял боевое крещение. Потом сражался на Брянском, втором Прибалтийском и втором Белорусском фронтах. Член ВКП(б)/КПСС с 1944 года.
На его личном счету три сбитых самолёта противника, потопленный транспорт, 15 уничтоженных складов с боеприпасами и вооружением, 130 автомобилей, 20 танков, 16 железнодорожных эшелонов, а также свыше пятисот солдат и офицеров.
В июне 1945 года участвовал в Параде Победы на Красной площади. С 1946 года Морозов — в запасе.
В 1951 году Герой Советского Союза И. В. Морозов пришёл на службу в органы милиции. В 1971 году полковник внутренней службы И. В. Морозов ушёл на заслуженный отдых.
Умер 20 июня 2010 в Волгограде. Похоронен на Димитриевском кладбище в Волгограде.

## Память
- 15 апреля 2010 года в Волгограде на доме № 16 по улице Гагарина была установлена[2] мемориальная доска в честь ветерана органов внутренних дел участника Великой Отечественной Ивана Васильевича Морозова.
- именем И. В. Морозова названа улица в Дзержинском районе г. Волгограда.

## Награды
- Указом Президиума Верховного Совета СССР от 18 августа 1945 года за образцовое выполнение боевых заданий командования по уничтожению живой силы и техники противника и проявленные при этом мужество и героизм, старшему лейтенанту Морозову Ивану Васильевичу присвоено звание Героя Советского Союза с вручением ордена Ленина и медали «Золотая Звезда» (№ 8628).
- Награждён двумя орденами Красного Знамени, двумя орденами Отечественной войны 1-й степени, орденом Отечественной войны 2-й степени, медалями.